# Crocidura armenica
Crocidura armenica, musaraña armenia, es una especie de mamífero soricomorfo de la familia Soricidae.
La falta de estudios sobre la biología y ecología de esta musaraña hace que su estatus en la Lista Roja de la UICN sea de «datos insuficientes». Es una especie de hábitos terrestres que se encuentra en Armenia y en Azerbaiyán.